# Чануман
Чануман  (тай. อำเภอชานุมาน) — місто на правах району (тай. อำเภอ Ампхое), адміністративний центр провінції Амнатчарен, Таїланд. Площа округу — 555.84 км². За даними перепису 2021 року населення округу становило 41,939 чоловік. Цей районю відомий легендою «Як Ку».

## Адміністративно-територіальний поділ
Району Чануман поділяється на 5 підокруг:
1. Чануман
2. Кхок Сан
3. Кхам Куен Кзо
4. Кхок Конг
5. Па Ко